# Jugenddrehscheibe-Preis
Der Jugendrehscheibe-Preis ist ein Journalistenpreis und wird seit 2007 für vorbildliche Jugend- und Kinderseiten sowie herausragende Konzepte in diesem Bereich vergeben. Der Preis wurde von der Bundeszentrale für politische Bildung (bpb) initiiert. Die Jugenddrehscheibe ist ein Online-Portal für gute Ideen aus Jugendredaktionen und gehört zur drehscheibe, einem Best-Practice-Magazin für Lokaljournalisten. Sowohl die Jugenddrehscheibe als auch die drehscheibe wird von der Agentur Raufeld Medien (Berlin) im Auftrag der Bundeszentrale für politische Bildung betrieben. Der Jugenddrehscheibe-Preis wird jeweils auf dem Forum für Lokaljournalisten in drei Kategorien vergeben und ist mit 1000 Euro, 600 Euro und 400 Euro dotiert.

## Hintergrund
Fast alle der etwa 350 in Deutschland erscheinenden Tageszeitungen haben Kinder- und Jugendformate in ihrer Zeitung sowie auf Internetplattformen entwickelt. Die Verlage versuchen teilweise mit Aktionen bereits Kindergartenkinder an die Tageszeitung heranzuführen, um damit sinkenden Auflagen entgegenzuwirken. In den vergangenen Jahren haben sich sehr unterschiedliche Zugangsmöglichkeiten zu den jungen Lesern herausgebildet. Das reicht von Kindermeldungen, die über das ganze Blatt verteilt werden, bis hin zu Aktionen wie einer Kinderpressekonferenz, bei der Kinder Politiker interviewen dürfen. Auch die Deutsche Presseagentur (dpa) in Hamburg hat sich auf die vermehrte Nachfrage nach Kinder- und Jugendmeldungen eingestellt und einen speziellen Dienst dafür entwickelt. Der Jugenddrehscheibe-Preis ist in Deutschland der erste Journalistenpreis, der sich diesem Spektrum widmet.

## Preisträger 2007
In der Kategorie „Redaktionelles Angebot für Kinder“ gewann der Hellweger Anzeiger (Unna) den ersten Preis für die tägliche Kinderseite. Die Braunschweiger Zeitung und die Westfalenpost (Hagen) belegten den zweiten und dritten Platz. Das Medienhaus Bauer (Recklinghäuser Zeitung, Marl) erhielt für den crossmedialen Ansatz, den es mit der täglichen Jugendseite „scenario“ und der Internetplattform www.scenario4u.de bietet, den ersten Preis in der Kategorie „Redaktionelles Angebot für Jugendliche“. Die Zeitungsgruppe Lahn-Dill (Wetzlar) und die Torgauer Zeitung erhielten den zweiten und dritten Preis. In der Kategorie „Medienpädagogisches Projekt“ überzeugte die Rheinische Post (Düsseldorf) die Jury mit dem Projekt „Wir werden Waldmeister“, das sie im vergangenen Jahr mit 120 Kindergärten durchführte.

## Jury
Zur Jury des Jugenddrehscheibe-Preises gehören Anja Pasquay (Bundesverband Digitalpublisher und Zeitungsverleger), Sabine Schicke (Nordwest-Zeitung, Oldenburg), Berthold L. Flöper (bpb) und Jan Steeger (Redaktionsleiter Jugenddrehscheibe).